# M 529
M 529 war ein im Ersten Weltkrieg für die Kaiserliche Marine gebautes, aber erst nach Kriegsende als M 129 fertiggestelltes Minensuchboot, das in der Reichsmarine und der Kriegsmarine zum Einsatz kam. 1938 wurde das Boot in Otto Braun und 1941 in M 529 umbenannt. Es sank am 2. Dezember 1941 vor Kolberg auf einer deutschen Minensperre.

## Bau und Technische Daten
Das Boot vom Typ Minensuchboot 1916 lief am 15. Januar 1919 auf der Reiherstiegwerft in Hamburg vom Stapel und wurde am 20. Mai 1919 als Minensuchboot M 129 in Dienst gestellt. Das Boot war 59,30 m lang und 7,30 m breit, hatte 2,15 m Tiefgang und verdrängte maximal 550 t. Es war mit zwei 8,8-cm-Geschützen L/30 bewaffnet und konnte bis zu 30 Minen mitführen und auswerfen. Zwei Verbunddampfmaschinen mit dreifacher Dampfdehnung und zusammen bis zu 1850 PS verliehen ihm eine Höchstgeschwindigkeit von 16,0 Knoten. Das Boot hatte bei 14 Knoten Marschgeschwindigkeit einen Aktionsradius von 2000 Seemeilen.

## Laufbahn
Das Boot diente in der Reichsmarine zunächst im Minensuch- und -räumdienst. Im Zuge der Aufrüstung der Kriegsmarine wurde es umgebaut und am 10. September 1936 dem Sperrversuchskommando (SVK) in Kiel als Schlepp- und Versuchsboot zugewiesen. Am 29. August 1938 erhielt es den neuen Namen Otto Braun.
Beim deutschen Überfall auf Polen ab 1. September 1939 war die Otto Braun, gemeinsam mit den vier anderen Versuchsbooten des Sperrversuchskommandos (Arkona, Nautilus, Pelikan und Sundevall), Teil der Marinestreitkräfte, die unter Kapitän zur See Friedrich Ruge, dem Führer der Minensuchboote Ost, in der Danziger Bucht Minensuch- und Sicherungsaufgaben durchführten. Dabei erhielt das Boot am 12. September einen Treffer von einer polnischen Geschützbatterie auf der Halbinsel Hela. Am 19. September war das Boot dann – gemeinsam mit den Booten M 3, M 4, Nettelbeck, Fuchs, Sundevall, Pelikan, Arkona, Nautilus und Drache und dem Linienschiff Schleswig-Holstein – an der Beschießung der polnischen Stellungen bei Gdingen (Oxhöfter Kämpe, Ostrowogrund und Hexengrund) beteiligt, die erst dann von Heeressoldaten erobert werden konnten.
Am 9. April 1940 gehörte die Otto Braun bei der Besetzung Dänemarks zur Kriegsschiffsgruppe 9, die Heerestruppen zur Besetzung von Middelfart und der Beltbrücke transportierten.
Am 28. Juni 1941 wurde das Boot in M 529 umbenannt. Am 2. Dezember 1941 erhielt es beim Räumen der von der Kriegsmarine zum Schutz gegen sowjetische U-Boote ausgebrachten Westsperre vor dem Hafen von Kolberg einen Minentreffer und sank auf Position 54° 17′ N, 15° 26′ O; zehn Mann der Besatzung kamen dabei ums Leben.